# آرثر ماريانو
آرثر ماريانو (بالبرتغالية: Arthur Nory) هو لاعب جمباز فني برازيلي، ولد في 18 سبتمبر 1993 في كامبيناس في البرازيل.

## وصلات خارجية
- آرثر ماريانو على موقع الاتحاد الدولي للجمباز (licence) (الإنجليزية)
- آرثر ماريانو على موقع الاتحاد الدولي للجمباز (biography) (الإنجليزية)
- آرثر ماريانو على موقع اللجنة الأولمبية الدولية (الإنجليزية)
- آرثر ماريانو على موقع أوليمبيديا (الإنجليزية)
- آرثر ماريانو على موقع اللجنة الأولمبية البرازيلية (البرتغالية)